# Sportjahr 2024
Liste der Sportjahre

◄◄ | ◄ | 2020 | 2021 | 2022 | 2023 | Sportjahr 2024 | 2025

Weitere Ereignisse   · Olympische Spiele

## Großveranstaltungen
- 10. bis 28. Januar: 16. Handball-Europameisterschaft der Männer in Deutschland
- 19. Januar bis 1. Februar: 4. Olympische Jugend-Winterspiele in Gangwon, Südkorea
- 4. bis 18. Februar: 54. Biathlon-Weltmeisterschaften in Nové Město na Moravě, Tschechien
- 11. Februar: Super Bowl LVIII in Paradise, Nevada
- 1. bis 3. März: 19. Leichtathletik-Hallenweltmeisterschaften in Glasgow, Vereinigtes Königreich
- 8. bis 23. März: XIII. Afrikaspiele in Accra und Cape Coast, Ghana
- 3. bis 14. April: 26. Eishockey-Weltmeisterschaft der Frauen in Utica, New York (Bundesstaat)
- 10. bis 26. Mai: 87. Eishockey-Weltmeisterschaft der Herren in Prag und Ostrava, Tschechien
- 25. Mai: 81. Finale des DFB-Pokals der Männer im Berliner Olympiastadion
- 7. bis 12. Juni: 26. Leichtathletik-Europameisterschaften in Rom
- 14. Juni bis 14. Juli: 17. Fußball-Europameisterschaft der Männer in Deutschland
- 29. Juni bis 21. Juli: 111. Tour de France mit Beginn in Italien und Zieleinfahrt in Nizza (Frankreich)
- 26. Juli bis 11. August: XXXIII. Olympische Sommerspiele in Paris
- 28. August bis 8. September: XVII. Paralympische Sommerspiele in Paris
- 28. November bis 15. Dezember: 16. Handball-Europameisterschaft der Frauen in Ungarn, Österreich und der Schweiz

## American Football
- 11. Februar: Der Titelverteidiger Kansas City Chiefs gewinnt in Paradise, Nevada, den Super Bowl LVIII in der Verlängerung mit 25:22 gegen die San Francisco 49ers.
- 22. Juni: Die Danube Dragons gewinnen den CEFL Bowl XVIII gegen die Calanda Broncos mit 27:14.
- 28. Juli: Die Prague Black Panthers gewinnen die Austrian Bowl XXXIX gegen die Vienna Vikings mit 20:14.
- 22. September: Die Rhein Fire gewinnen das Championship Game in der European League of Football in der Veltins-Arena, Gelsenkirchen gegen die Vienna Vikings mit 51:20.
- 12. Oktober: Die Potsdam Royals gewinnen den GFL Bowl 2024 im Stadion an der Hafenstraße, Essen, gegen die Dresden Monarchs mit 27:21.

## Badminton
Höhepunkte des Badmintonjahres 2024 waren die Olympischen Sommerspiele, der Thomas Cup und der Uber Cup. Bei Multisportveranstaltungen stand Badminton neben Olympia des Weiteren bei den European Universities Games und den um ein Jahr verlegten Afrikaspielen im Programm.

### BWF World Tour 1000, 750 und 500
| Veranstaltung         | Report            | Herreneinzel      | Dameneinzel           | Herrendoppel                          | Damendoppel                                    | Mixed                                          |
| World Tour Finals     | World Tour Finals | World Tour Finals | World Tour Finals     | World Tour Finals                     | World Tour Finals                              | World Tour Finals                              |
| --------------------- | ----------------- | ----------------- | --------------------- | ------------------------------------- | ---------------------------------------------- | ---------------------------------------------- |
| BWF World Tour Finals | Report            | Shi Yuqi          | Wang Zhiyi            | Kim Astrup Anders Skaarup Rasmussen   | Baek Ha-na Lee So-hee                          | Zheng Siwei Huang Yaqiong                      |
| Super 1000            |                   |                   |                       |                                       |                                                |                                                |
| Malaysia Open         | Report            | Anders Antonsen   | An Se-young           | Liang Weikeng Wang Chang              | Liu Shengshu Tan Ning                          | Yuta Watanabe Arisa Higashino                  |
| All England           | Report            | Jonatan Christie  | Carolina Marín        | Fajar Alfian Muhammad Rian Ardianto   | Baek Ha-na Lee So-hee                          | Zheng Siwei Huang Yaqiong                      |
| Indonesia Open        | Report            | Shi Yuqi          | Chen Yufei            | Liang Weikeng Wang Chang              | Baek Ha-na Lee So-hee                          | Jiang Zhenbang Wei Yaxin                       |
| China Open            | Report            | Weng Hongyang     | Wang Zhiyi            | Goh Sze Fei Nur Izzuddin              | Li Yijing Luo Xumin                            | Feng Yanzhe Huang Dongping                     |
| Super 750             |                   |                   |                       |                                       |                                                |                                                |
| India Open            | Report            | Shi Yuqi          | Tai Tzu-ying          | Kang Min-hyuk Seo Seung-jae           | Mayu Matsumoto Wakana Nagahara                 | Dechapol Puavaranukroh Sapsiree Taerattanachai |
| French Open           | Report            | Shi Yuqi          | An Se-young           | Satwiksairaj Rankireddy Chirag Shetty | Chen Qingchen Jia Yifan                        | Feng Yanzhe Huang Dongping                     |
| Singapore Open        | Report            | Shi Yuqi          | An Se-young           | He Jiting Ren Xiangyu                 | Chen Qingchen Jia Yifan                        | Zheng Siwei Huang Yaqiong                      |
| Japan Open            | Report            | Alex Lanier       | Akane Yamaguchi       | Goh Sze Fei Nur Izzuddin              | Liu Shengshu Tan Ning                          | Jiang Zhenbang Wei Yaxin                       |
| Denmark Open          | Report            | Anders Antonsen   | Wang Zhiyi            | Liang Weikeng Wang Chang              | Rin Iwanaga Kie Nakanishi                      | Feng Yanzhe Huang Dongping                     |
| China Masters         | Report            | Anders Antonsen   | An Se-young           | Jin Yong Seo Seung-jae                | Liu Shengshu Tan Ning                          | Feng Yanzhe Huang Dongping                     |
| Super 500             |                   |                   |                       |                                       |                                                |                                                |
| Indonesian Masters    | Report            | Anders Antonsen   | Wang Zhiyi            | Leo Rolly Carnando Daniel Marthin     | Liu Shengshu Tan Ning                          | Zheng Siwei Huang Yaqiong                      |
| Thailand Open         | Report            | Lee Zii Jia       | Supanida Katethong    | Satwiksairaj Rankireddy Chirag Shetty | Jongkolphan Kititharakul Rawinda Prajongjai    | Guo Xinwa Chen Fanghui                         |
| Malaysia Masters      | Report            | Viktor Axelsen    | Wang Zhiyi            | Kim Astrup Anders Skaarup Rasmussen   | Rin Iwanaga Kie Nakanishi                      | Goh Soon Huat Shevon Jemie Lai                 |
| Australian Open       | Report            | Lee Zii Jia       | Aya Ohori             | He Jiting Ren Xiangyu                 | Febriana Dwipuji Kusuma Amallia Cahaya Pratiwi | Jiang Zhenbang Wei Yaxin                       |
| Canada Open           | Report            | Koki Watanabe     | Busanan Ongbumrungpan | Kim Astrup Anders Skaarup Rasmussen   | Rin Iwanaga Kie Nakanishi                      | Jesper Toft Amalie Magelund                    |
| Korea Open            | Report            | Lu Guangzu        | Kim Ga-eun            | Leo Rolly Carnando Bagas Maulana      | Jeong Na-eun Kim Hye-jeong                     | Chen Tang Jie Toh Ee Wei                       |
| Hong Kong Open        | Report            | Viktor Axelsen    | Han Yue               | Kang Min-hyuk Seo Seung-jae           | Pearly Tan Thinaah Muralitharan                | Jiang Zhenbang Wei Yaxin                       |
| Arctic Open           | Report            | Chou Tien-chen    | Han Yue               | Goh Sze Fei Nur Izzuddin              | Liu Shengshu Tan Ning                          | Feng Yanzhe Huang Dongping                     |
| Japan Masters         | Report            | Li Shifeng        | Akane Yamaguchi       | Fajar Alfian Muhammad Rian Ardianto   | Liu Shengshu Tan Ning                          | Dechapol Puavaranukroh Supissara Paewsampran   |

## Baseball
- 25. Oktober–31. Oktober: Die Los Angeles Dodgers gewinnen die World Series 2024 mit 4:1 Siegen gegen die New York Yankees.

## Basketball
- Jaylen Brown gewinnt mit den Boston Celtics in den NBA Finals 2024 gegen die Dallas Mavericks seine erste NBA-Meisterschaft
- Bayern München wird deutscher Meister der Saison 2023/24.
- Die Frauenmannschaft von Alba Berlin wird deutscher Meister der Saison 2023/24.

## Biathlon
- 4. bis 18. Februar: Biathlon-Weltmeisterschaften 2024 in Nové Město na Moravě (Tschechien)

## Bob und Skeleton
- 19. Februar bis 3. März: Bob- und Skeleton-Weltmeisterschaften 2024 in Winterberg (Deutschland)

## Cricket
- ICC Men’s T20 World Cup 2024 vom 1. bis zum 29. Juni 2024 in den West Indies und den Vereinigten Staaten

## Darts
Am 3. Januar 2024 konnte sich der Engländer Luke Humphries im Finale der PDC World Darts Championship 2024 gegen seinen Landsmann Luke Littler durchsetzen und wurde damit zum ersten Mal Weltmeister im Dartsport. Damit endete das Event, welches am 15. Dezember 2023 im Alexandra Palace in London begonnen hatte.

## Eishockey

### Weltmeisterschaft
- 3. bis 14. April: Turnier der Top-Division bei der 26. Eishockey-Weltmeisterschaft der Frauen in Utica, New York (Bundesstaat), USA. Im Finale kann sich Kanada nach Verlängerung 6:5 gegen die USA durchsetzen. Die finnischen Frauen gewinnen Bronze. Das Spiel um Platz 5 gewann die Schweiz in der Verlängerung mit 3:2 gegen Deutschland.
- 10. bis 26. Mai: Eishockey-Weltmeisterschaft der Herren 2024 in Prag und Ostrava, Tschechien.

## Fußball

### Asienmeisterschaft
Vom 12. Januar bis zum 10. Februar fand die 18. Fußball-Asienmeisterschaft statt. Im Finale setzte sich Gastgeber und Titelverteidiger Katar mit einem 3:1 gegen Jordanien durch und wurde damit zum zweiten Mal Asienmeister. Das Turnier sollte ursprünglich vom 16. Juni bis zum 16. Juli 2023 in China ausgetragen werden. Das Land gab die Austragung jedoch im Mai 2022 aufgrund der Corona-Pandemie zurück.

### Afrika-Cup
Vom 13. Januar bis zum 11. Februar fand der 34. Afrika-Cup statt. Im Finale setzte sich Gastgeber Elfenbeinküste mit einem 2:1-Erfolg gegen Nigeria durch und konnte den Cup damit zum dritten Mal gewinnen.

### Europameisterschaft
Vom 14. Juni bis 14. Juli fand die 17. Fußball-Europameisterschaft in Deutschland statt. Im Finale setzte sich Spanien mit 2:1 gegen England durch und wurde damit zum vierten Mal Europameister. Die deutsche Mannschaft schied im Viertelfinale gegen Spanien mit 1:2 in der Verlängerung aus, Österreich und die Schweiz jeweils im Achtelfinale.

### Vereinsfußball

#### Nationale Meisterschaften
- Argentinien: Sieger der Primera División 2024 wird Vélez Sársfield. Torschützenkönig mit 13 Toren wird Franco Jara (Belgrano, Argentinien).
- Belgien: Der FC Brügge gewinnt die belgische Meisterschaft. Torschützenkönig mit 27 Toren wird Kévin Denkey (Cercle Brügge, Togo).
- Brasilien: Sieger der Saison 2024 der Campeonato Brasileiro Série A wird Botafogo FR. Torschützenkönige mit 15 Toren werden Alerrandro (Vitória, Brasilien) und Yuri Alberto (Corinthians São Paulo, Brasilien).
- Deutschland: Bayer 04 Leverkusen wird zum ersten Mal in seiner Vereinsgeschichte Deutscher Meister vor dem VfB Stuttgart. Torschützenkönig mit 36 Toren wird Harry Kane (FC Bayern München, England).
- Deutschland (Frauen): Der FC Bayern München wird in der Saison 2023/24 Deutscher Meister der Frauen vor dem VfL Wolfsburg. Torschützenkönigin mit 19 Toren wird Ewa Pajor (VfL Wolfsburg, Polen).
- England: Manchester City kann wie im Vorjahr die Premier League vor dem FC Arsenal gewinnen. Torschützenkönig mit 27 Toren wird Erling Haaland (Manchester City, Norwegen).
- England (Frauen): Meister der FA Women′s Super League wird Chelsea FC Women vor Manchester City LFC. Torschützenkönigin mit 21 Toren wird Khadija Shaw (Manchester City LFC, Jamaika).
- Frankreich: Paris Saint-Germain kann zum wiederholten Mal seinen Meisterschaftstitel verteidigen. Torschützenkönig mit 27 Toren wird Kylian Mbappé (Paris Saint-Germain, Frankreich).
- Frankreich (Frauen): Meister der französischen Division 1 Féminine wird Olympique Lyon vor Paris Saint-Germain. Torschützenkönigin mit 18 Toren wird Tabitha Chawinga (Paris Saint-Germain, Malawi).
- Italien: Sieger der Serie A wird Inter Mailand vor AC Mailand. Torschützenkönig mit 24 Toren wird Lautaro Martínez (Inter Mailand, Argentinien).
- Japan: Vissel Kōbe kann seinen Titel verteidigen und gewinnt zum zweiten Mal die J1 League. Torschützenkönig mit 24 Toren wird Anderson Lopes (Yokohama F. Marinos, Brasilien).
- Niederlande: PSV Eindhoven gewinnt die Meisterschaft vor den Titelverteidiger Feyenoord Rotterdam. Torschützenkönige mit 29 Toren werden Vangelis Pavlidis (AZ Alkmaar, Griechenland) und Luuk de Jong (PSV Eindhoven, Niederlande).
- Österreich: SK Sturm Graz wird zum vierten Mal österreichischer Fußballmeister. Torschützenkönig mit 20 Toren wird Karim Konaté (FC Red Bull Salzburg, Elfenbeinküste).
- Polen: Jagiellonia Białystok wird zum ersten Mal in seiner Vereinsgeschichte Polnischer Meister vor Śląsk Wrocław. Torschützenkönig mit 19 Toren wird Erik Expósito (Śląsk Wrocław, Spanien).
- Portugal: Sporting Lissabon gewinnt die Meisterschaft vor Titelverteidiger Benfica Lissabon. Torschützenkönig mit 29 Toren wird Viktor Gyökeres (Sporting Lissabon, Schweden).
- Schweiz: Die BSC Young Boys werden Sieger der 127. Schweizer Meisterschaft. Torschützenkönig mit insgesamt 14 Toren wird Chadrac Akolo (FC St. Gallen, Demokratische Republik Kongo).
- Spanien: Real Madrid gewinnt die Primera División vor Titelverteidiger FC Barcelona. Torschützenkönig mit 24 Toren wird Artem Dowbyk (FC Girona, Ukraine).
- Spanien (Frauen): FC Barcelona wird zum fünften Mal hintereinander Spanischer Meister der Frauen vor Real Madrid. Torschützenkönigin mit 21 Toren wird Caroline Graham Hansen (FC Barcelona, Norwegen).
- Südkorea: Der Ulsan HD FC gewinnt die südkoreanische Meisterschaft. Torschützenkönig mit 15 Toren wird Stefan Mugoša (Incheon United, Montenegro).
- Tschechien: Sieger der höchsten tschechischen Spielklasse wird Sparta Prag vor Slavia Prag. Torschützenkönig mit 19 Toren wird Václav Jurečka (Slavia Prag, Tschechien).
- USA: Im Finale der Major League Soccer setzte sich LA Galaxy mit 2:1 gegen die New York Red Bulls durch. Torschützenkönig mit 23 Toren wird Christian Benteke (D.C. United, Belgien).
- USA (Frauen): Im Finale der Women’s Professional Soccer setzten sich Orlando Pride mit 1:0 gegen die Kansas City Current durch. Torschützenkönigin mit 20 Toren wird Temwa Chawinga (Kansas City Current, Malawi).

#### Internationale Vereinsmeisterschaften
- Die UEFA Champions League gewinnt im Finale Real Madrid gegen Borussia Dortmund am 1. Juni im Wembley-Stadion in London mit 2:0.
- UEFA Women’s Champions League: Der FC Barcelona (Frauenfußball) bezwingt am 25. Mai im San Mamés in Bilbao den Olympique Lyon mit 2:0.
- UEFA Europa League: In Dublin gewinnt Atalanta Bergamo am 22. Mai mit 3:0 gegen Bayer 04 Leverkusen die UEFA Europa League.
- UEFA Europa Conference League: In Athen gewinnt Olympiakos Piräus am 29. Mai mit einem 1:0 n. V. gegen AC Florenz die UEFA Europa Conference League.
- AFC Champions League: Im Finale aus Hin- und Rückspiel bezwingt al Ain Club aus den Vereinigten Arabischen Emiraten Yokohama F. Marinos aus Japan. Damit qualifizierte sich al Ain Club für den FIFA-Interkontinental-Pokal 2024 und die FIFA-Klub-Weltmeisterschaft 2025.
- CONCACAF Champions League: CF Pachuca (Mexiko) bezwingt am 1. Juni im Estadio Hidalgo in Pachuca de Soto Columbus Crew (USA) mit 3:0. Damit qualifizierte sich der CF Pachuca für den FIFA-Interkontinental-Pokal 2024 und die FIFA-Klub-Weltmeisterschaft 2025.
- OFC Champions League: Der Auckland City FC (Neuseeland) bezwingt am 24. Mai im Stade Pater Te Hono Nui in Pirae AS Pirae (Tahiti) mit 4:0. Damit qualifizierte sich der Auckland City FC für den FIFA-Interkontinental-Pokal 2024 und die FIFA-Klub-Weltmeisterschaft 2025.
- Die Copa Libertadores gewinnt im Finale Botafogo FR (Brasilien) gegen Atlético Mineiro (Brasilien) am 30. November im Estadio Mâs Monumental, Buenos Aires mit 3:1. Damit qualifizierte sich Botafogo FR u. a. für den FIFA-Interkontinental-Pokal 2024 und die FIFA-Klub-Weltmeisterschaft 2025.
- Die CAF Champions League gewinnt im Finale aus Hin- und Rückspiel der al Ahly SC (Ägypten) gegen Espérance Tunis (Tunesien). Damit qualifizierte sich al Ahly SC u. a. für den FIFA-Interkontinental-Pokal 2024 und die FIFA-Klub-Weltmeisterschaft 2025.
- Den erstmalig ausgetragenen FIFA-Interkontinental-Pokal sichert sich am 18. Dezember im Lusail-Stadion, Lusail Real Madrid durch ein 3:0 gegen CF Pachuca.

## Handball

### Europameisterschaft (Männer)
Vom 10. bis zum 28. Januar fand in Deutschland die 16. Handball-Europameisterschaft der Männer statt. Sieger wurde Frankreich, das sich im Finale nach Verlängerung mit 33:31 Toren gegen den amtierenden Weltmeister Dänemark durchsetzen konnte. Die deutsche Mannschaft wurde nach einer Niederlage gegen den Titelverteidiger Schweden im kleinen Finale Vierter. Das Team von Österreich belegte den 8. Platz, die Schweiz den 21. Platz.

### Europameisterschaft (Frauen)
Die 16. Handball-Europameisterschaft der Frauen soll vom 28. November bis 15. Dezember in Ungarn, Österreich und der Schweiz ausgetragen werden.

## Leichtathletik
- 1. bis 3. März: 19. Leichtathletik-Hallenweltmeisterschaften in Glasgow, Vereinigtes Königreich. Nach den insgesamt 26 Entscheidungen waren die Vereinigten Staaten von Amerika im Medaillenspiegel erfolgreichste Nation mit 6 Gold-, 9 Silber- und 5 Bronzemedaillen vor Belgien (3–0–1) und Neuseeland (2–2–0). Für die Schweiz konnte Simon Ehammer die Goldmedaille im Siebenkampf der Männer, für Deutschland Yemisi Ogunleye die Silbermedaille im Kugelstoßen der Frauen erringen.
- 7. Juni bis 12. Juni: Leichtathletik-Europameisterschaften 2024 in der italienischen Hauptstadt Rom

## Motorsport

### DTM
Die 38. Saison der DTM begann am 27. April in Oschersleben und endete am 20. Oktober in Hockenheim. Champion wurde Mirko Bortolotti.

### FIA-Formel-1-Weltmeisterschaft
Die 75. Formel-1-Weltmeisterschaft begann am 2. März in Bahrain und endete am 8. Dezember in Abu Dhabi. Weltmeister wurde zum vierten Mal Max Verstappen.

### FIA-Formel-2-Meisterschaft
Die FIA-Formel-2-Meisterschaft 2024 der Automobilrennserie für Formel-Rennwagen war die achte Saison der FIA-Formel-2-Meisterschaft als FIA-Meisterschaft und die zwanzigste Saison der Rennserie (inkl. der Jahre als GP2-Serie) insgesamt.

### FIA-Langstrecken-Weltmeisterschaft
Die 12. Saison der FIA-Langstrecken-Weltmeisterschaft begann am 2. März in Katar und endete am 2. November in Bahrain.

### FIA-Rallye-Weltmeisterschaft
Die 52. Ausgabe der FIA-Rallye-Weltmeisterschaft (WRC) begann am 25. Januar in Monte Carlo und endete am 24. November 2024 in Japan. Weltmeister wurde Thierry Neuville.

### FIM-Motorrad-Weltmeisterschaft
Die 76. Motorrad-Weltmeisterschaft begann am 10. März in Katar und endete am 17. November in Spanien. Weltmeister wurde Jorge Martín.

### IndyCar Series
Die 28. Saison der IndyCar Series begann am 10. März in St. Petersburg (Florida) und endete am 15. September in Nashville (Tennessee). Meister wurde Alex Palou.

## Nordische Kombination
Der Weltcup der Nordischen Kombination startete für die Herren am 24. November 2023 im finnischen Ruka und für die Damen am 1. Dezember 2023 in norwegischen Lillehammer. Beide Serien endeten am 17. März 2024 in Trondheim. Den Gesamtweltcup gewann zum fünften Mal in seiner Karriere der Norweger Jarl Magnus Riiber bei den Männern sowie erstmals die Norwegerin Ida Marie Hagen bei den Frauen.

## Olympische Sommerspiele
- 16. April: Das olympische Feuer wurde in Olympia entzündet.
- 26. Juli bis 11. August: Spiele der XXXIII. Olympiade in Paris.

## Radsport

### Giro d’Italia
Der 107. Giro d’Italia soll vom 4. bis zum 26. Mai stattfinden und über 21 Etappen mit zusammen 3321 Kilometern führen.

### Tour de France
Die 111. Tour de France soll vom 29. Juni bis 21. Juli hauptsächlich in Frankreich stattfinden, aber auch durch Italien, San Marino und Monaco führen. Die Tour soll in Florenz starten, und erstmals nicht in Paris, sondern in Nizza enden. Geplant sind 21 Etappen über insgesamt 3492 Kilometer.

### Vuelta a España
Die 79. Vuelta a España (Spanienrundfahrt) soll vom 17. August bis zum 8. September hauptsächlich in Spanien stattfinden, aber auch durch Portugal führen. Die Rundfahrt soll zum zweiten Mal in ihrer Geschichte in Lissabon starten, und in Madrid enden. Die geplanten 21 Etappen führen über insgesamt 3265 Kilometer.

## Schach
Bei der vom 25. November bis zum 12. Dezember in Singapur ausgetragenen Schachweltmeisterschaft 2024 setze sich der erst 18-jährige indische Herausforderer D. Gukesh durch einen Sieg in der entscheidenden letzten Partie mit 7 ½ zu 6 ½ gegen den bisherigen Titelträger Ding Liren aus China durch und wurde damit 18. Schachweltmeister. Gukesh hatte im April das Kandidatenturnier 2024 im kanadischen Toronto für sich entscheiden können.

## Skispringen

### Vierschanzentournee
Vom 28. Dezember 2023 bis zum 6. Januar 2024 fand die 72. Vierschanzentournee statt. Der Japaner Ryōyū Kobayashi gewann die Tournee zum dritten Mal, nachdem er bei allen vier Springen jeweils Zweiter wurde und dadurch den zunächst führenden Deutschen Andreas Wellinger auf den zweiten Platz der Gesamtwertung verdrängen konnte. Dritter wurde der Österreicher Stefan Kraft.

### Skiflug-Weltmeisterschaft
Sie fand vom 26. bis 28. Januar 2024 in Bad Mitterndorf (Österreich) statt. Im Einzel wurde der Österreicher Stefan Kraft Skiflugweltmeister, beim Teamspringen gewann das Quartett aus Slowenien Gold.

## Tennis

### Grand-Slam-Turniere

#### Australian Open
Die 112. Australian Open fanden vom 14. bis 28. Januar im australischen Melbourne statt. Sieger im Einzel wurden der Italiener Jannik Sinner (1. Grand-Slam-Titel) bei den Herren und Titelverteidigerin Aryna Sabalenka (2. Grand-Slam-Titel) bei den Damen. Im Herrendoppel gewannen Rohan Bopanna und Matthew Ebden, im Damendoppel Hsieh Su-wei und Elise Mertens sowie im Mixed Hsieh Su-wei und Jan Zieliński.

#### French Open
Die 123. French Open fanden vom 26. Mai bis 9. Juni 2024 in der französischen Hauptstadt Paris statt. Sieger im Einzel wurden der Spanier Carlos Alcaraz (3. Grand-Slam-Titel) bei den Herren (er setzte sich im Finale gegen den Deutschen Alexander Zverev durch) und Titelverteidigerin Iga Świątek (5. Grand-Slam-Titel) bei den Damen. Im Herrendoppel gewannen Marcelo Arévalo und Mate Pavić, im Damendoppel Coco Gauff und Kateřina Siniaková sowie im Mixed Laura Siegemund und Édouard Roger-Vasselin.

#### Wimbledon
Die 137. Wimbledon Championships fanden vom 1. bis 14. Juli 2024 in der britischen Hauptstadt London statt. Sieger im Einzel wurden der Titelverteidiger Carlos Alcaraz (4. Grand-Slam-Titel) bei den Herren und die Tschechin Barbora Krejčíková (2. Grand-Slam-Titel) bei den Damen. Im Herrendoppel gewannen Harri Heliövaara und Henry Patten, im Damendoppel Kateřina Siniaková und Taylor Townsend sowie im Mixed Hsieh Su-wei und Jan Zieliński.

#### US Open
Die 144. US Open fanden vom 26. August bis 8. September 2024 im US-amerikanischen New York statt. Sieger im Einzel wurden der Italiener Jannik Sinner (2. Grand-Slam-Titel) bei den Herren und Aryna Sabalenka (3. Grand-Slam-Titel) bei den Damen. Im Herrendoppel gewannen Max Purcell und Jordan Thompson, im Damendoppel Ljudmyla Kitschenok und Jeļena Ostapenko sowie im Mixed Sara Errani und Andrea Vavassori.

## Gestorben

### Januar

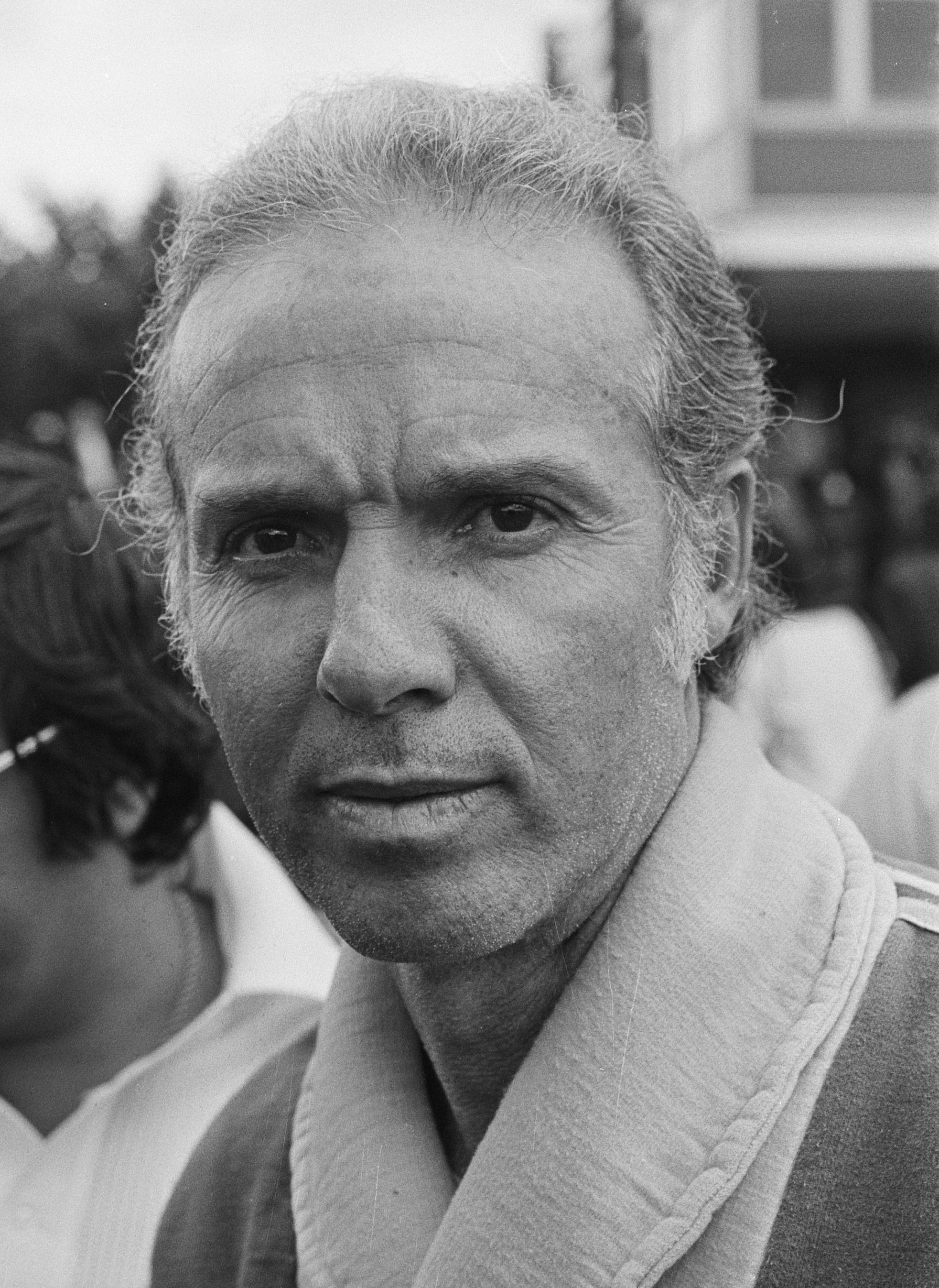
Mário Zagallo (1974)

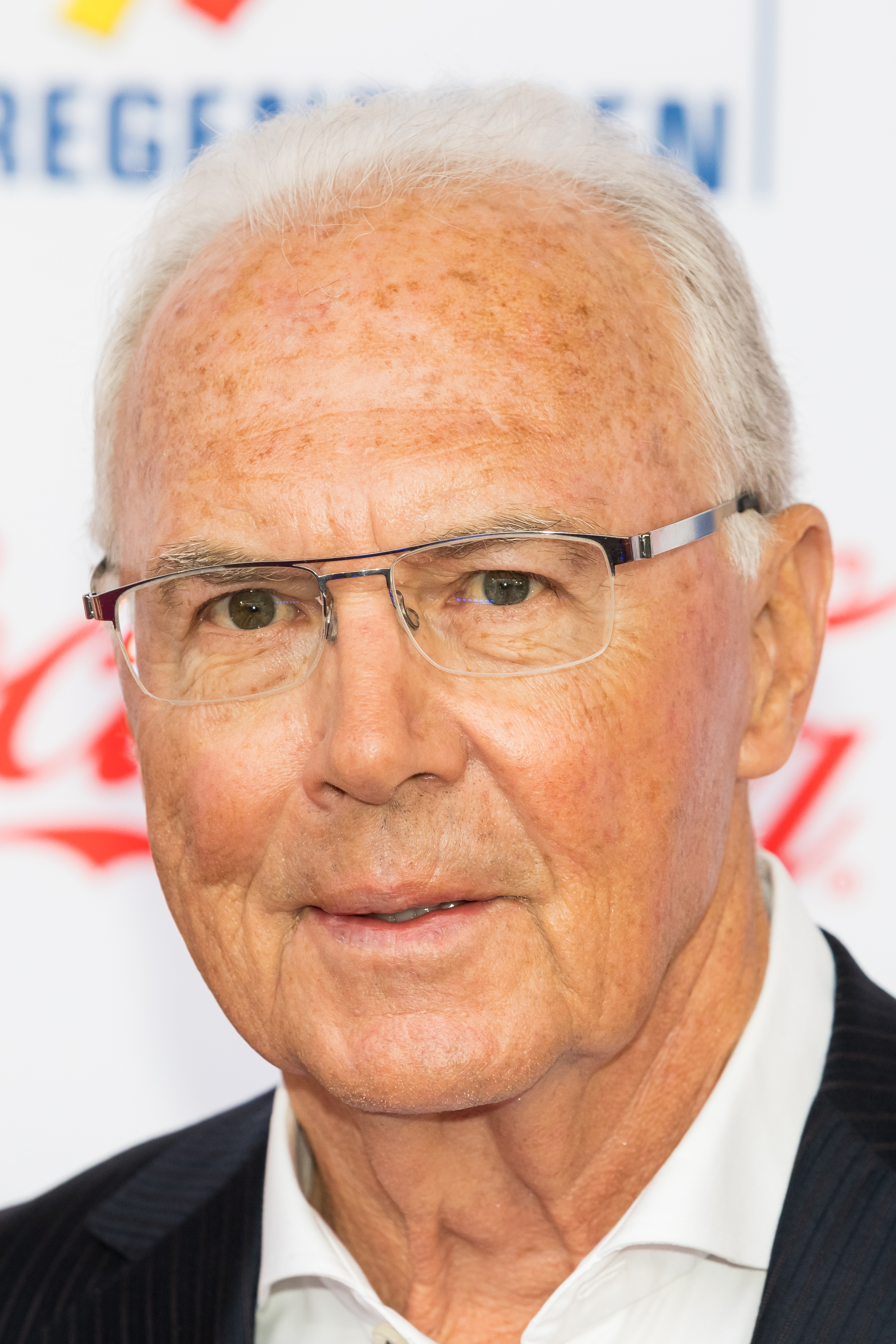
Franz Beckenbauer (2019)

- 02. Januar: Carmen Valero, spanische Leichtathletin (* 1955)
- 03. Januar: René Metge, französischer Rally-Rennfahrer (* 1941)
- 03. Januar: Daniel Revenu, französischer Fechter (* 1942)
- 05. Januar: Herbert Linge, deutscher Rennfahrer (* 1928)
- 05. Januar: Mário Zagallo, brasilianischer Fußballspieler und -trainer (* 1931)
- 06. Januar: Martin-Peter Büch, deutscher Sportwissenschaftler, Sportökonom und Sportfunktionär (* 1940)
- 07. Januar: Franz Beckenbauer, deutscher Fußballspieler, -trainer und -funktionär (* 1945)
- 07. Januar: Barton Jahncke, US-amerikanischer Segler (* 1939)
- 07. Januar: Klaus Jungnickel, deutscher Basketballspieler und -trainer (* 1940)
- 08. Januar: J. P. R. Williams, walisischer Rugby-Union-Spieler (* 1949)
- 12. Januar: Hans Huber, deutscher Ringer und Amateurboxer (* 1934)
- 14. Januar: Douglas Mackintosh, britischer Skirennläufer (* 1931)
- 14. Januar: Raema Lisa Rumbewas, indonesische Gewichtheberin (* 1980)
- 15. Januar: Jürgen Isberg, deutscher Handballspieler (* 1928)
- 15. Januar: Lothar Weise, deutscher Fußballspieler (* 1934)
- 16. Januar: Kay Bernstein, deutscher Fußballfunktionär, Präsident Hertha BSC (* 1980)
- 16. Januar: Ottavio Dazzan, argentinisch-italienischer Bahnradsportler (* 1958)
- 16. Januar: Klaus Wunder, deutscher Fußballspieler (* 1950)
- 17. Januar: Shawnacy Barber, kanadischer Leichtathlet (* 1994)
- 17. Januar: Bennie Muller, niederländischer Fußballspieler (* 1938)
- 18. Januar: Josef Haas, Schweizer Skilangläufer (* 1937)
- 18. Januar: Jim Hoffmann, kanadisch-deutscher Eishockeyspieler (* 1962)
- 18. Januar: John Hurst, englischer Fußballspieler (* 1947)
- 19. Januar: Lance Larson, US-amerikanischer Schwimmer (* 1940)
- 20. Januar: Carsten Gossmann, deutscher Eishockeytorwart (* 1974)
- 22. Januar: Anatolij Polywoda, sowjetischer Basketballspieler (* 1947)
- 22. Januar: Luigi Riva, italienischer Fußballspieler (* 1944)
- 23. Januar: Jan Bogaert, belgischer Radrennfahrer (* 1957)
- 23. Januar: Jean Petit, französischer Fußballspieler (* 1949)
- 27. Januar: Henryk Pytel, polnischer Eishockeyspieler (* 1955)
- 28. Januar: Luis Tejada, panamaischer Fußballspieler (* 1982)
- 31. Januar: Heinz Simmet, deutscher Fußballspieler (* 1944)
- 31. Januar: Alexei Nikolajewitsch Spirin, sowjetisch-russischer Fußballschiedsrichter (* 1952)
- 00 Januar: Stephen Laybutt, australischer Fußballspieler (* 1977)

### Februar
- 01. Februar: Ásmundur Bjarnason, isländischer Leichtathlet (* 1927)
- 01. Februar: Michel Jazy, französischer Leichtathlet (* 1936) Michel Jazy (1963)

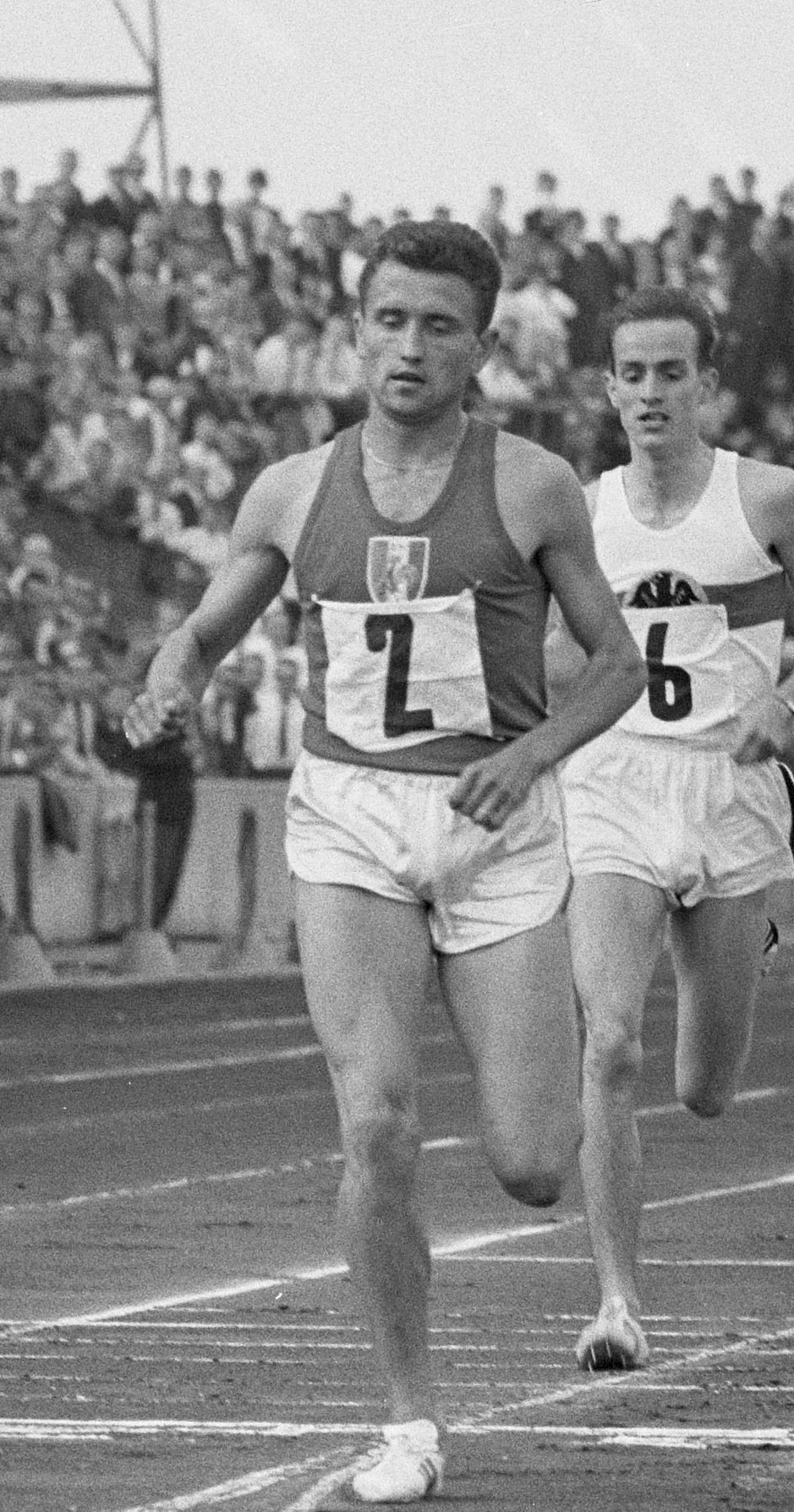
Michel Jazy (1963)

- 01. Februar: Garth Manton, australischer Ruderer (* 1929)
- 01. Februar: Carl Weathers, US-amerikanischer American Footballspieler (* 1948)
- 02. Februar: Francisco Jara, mexikanischer Fußballspieler (* 1941)
- 03. Februar: Ernst Bönsch, deutscher Schachspieler und -trainer (* 1931)
- 04. Februar: Galina Alexandrowna Alexejewa, sowjetische Wasserspringerin (* 1947)
- 04. Februar: Kurt Hamrin, schwedischer Fußballspieler (* 1934)
- 04. Februar: Barry John, walisischer Rugbyspieler (* 1945)
- 04. Februar: Giacomo Losi, italienischer Fußballspieler und -trainer (* 1935)
- 05. Februar: Tsutomu Hanahara, japanischer Ringer (* 1940)
- 07. Februar: Luigi Arienti, italienischer Radrennfahrer (* 1937)
- 07. Februar: Claus Kreul, deutscher Fußballspieler und -trainer (* 1944)
- 09. Februar: Roland Grip, schwedischer Fußballspieler (* 1941)
- 09. Februar: Antonio Rački, kroatischer Skilangläufer (* 1973)
- 09. Februar: Günther Werschy, deutscher Fußballspieler und -trainer (* 1935)
- 11. Februar: Kelvin Kiptum, kenianischer Leichtathlet (* 1999)
- 11. Februar: Eberhard Probst, deutscher Ringer und Kampfrichter (* 1955)
- 13. Februar: Datta Gaekwad, indischer Cricketspieler (* 1928)
- 13. Februar: Dieter Pauly, deutscher Fußballschiedsrichter (* 1942)
- 14. Februar: Jacques Rousseau, französischer Leichtathlet (* 1951)
- 15. Februar: Henry Rono, kenianischer Leichtathlet (* 1952)

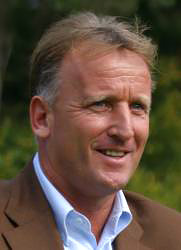
Andreas Brehme (2003)

- 16. Februar: Ian McMillan, schottischer Fußballspieler und -trainer (* 1931)
- 16. Februar: Jan Sørensen, dänischer Fußballspieler (* 1955)
- 16. Februar: Jorge Toro, chilenischer Fußballspieler (* 1939)
- 17. Februar: Jacob Oudkerk, niederländischer Radrennfahrer (* 1937)
- 17. Februar: Lewan Tediaschwili, sowjetischer Ringer (* 1948)
- 19. Februar: Jirka Arndt, deutscher Leichtathlet (* 1973)
- 20. Februar: Andreas Brehme, deutscher Fußballspieler (* 1960)
- 20. Februar: Vasile Dîba, rumänischer Kanute (* 1954)
- 20. Februar: Martin Hole, norwegischer Skilangläufer (* 1959)
- 22. Februar: Friedhelm Frontzeck, deutscher Fußballspieler (* 1938)
- 22. Februar: Artur Jorge, portugiesischer Fußballspieler und -trainer (* 1946)
- 22. Februar: Pentti Pesonen, finnischer Skilangläufer (* 1938)
- 22. Februar: Jean-Guy Talbot, kanadischer Eishockeyspieler und -trainer (* 1932)
- 23. Februar: Irene Camber, italienische Fechterin (* 1926)
- 23. Februar: Joan Haanappel, niederländische Eiskunstläuferin (* 1940)
- 24. Februar: Stan Bowles, englischer Fußballspieler (* 1948)
- 24. Februar: Ulrik le Fevre, dänischer Fußballspieler (* 1946)
- 25. Februar: Carlos Espinoza, chilenischer Fußballspieler (* 1928)
- 25. Februar: Gabriela Grillo, deutsche Dressurreiterin (* 1952)
- 25. Februar: Fabian Schulze, deutscher Leichtathlet (* 1984) Fabian Schulze (2010)

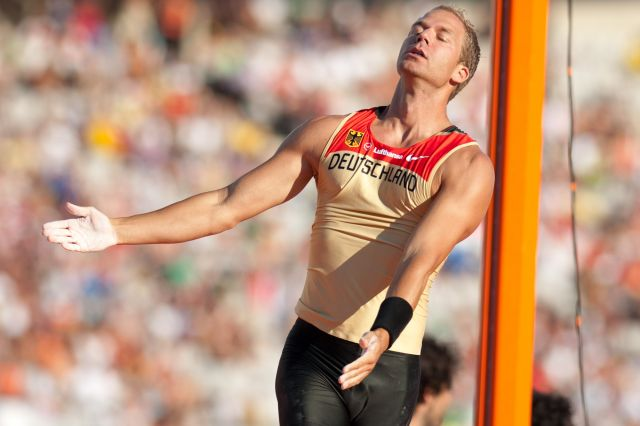
Fabian Schulze (2010)

- 26. Februar: Giuseppe D’Altrui, italienischer Wasserballspieler (* 1934)
- 26. Februar: Gabriele Just, deutsche Schachspielerin (* 1936)
- 00 Februar: Miguel Ángel González Suárez, spanischer Fußballspieler (* 1947)
- 00 Februar: Ian Lawson, englischer Fußballspieler (* 1939)

### März
- 01. März: Hein Mück, deutscher Boxer (* 1941)
- 02. März: Tim Ecclestone, kanadischer Eishockeyspieler und -trainer (* 1947)
- 03. März: Roberto Fleitas, uruguayischer Fußballspieler und -trainer (* 1932)
- 03. März: Walter Mössinger, deutscher Kunstturner (* 1949)
- 03. März: Rouxantra Ntoumitreskou, griechische Volleyballspielerin (* 1977)
- 04. März: Kees Rijvers, niederländischer Fußballspieler und -trainer (* 1926)
- 05. März: Rolf Larcher, Schweizer Ruderer (* 1934)

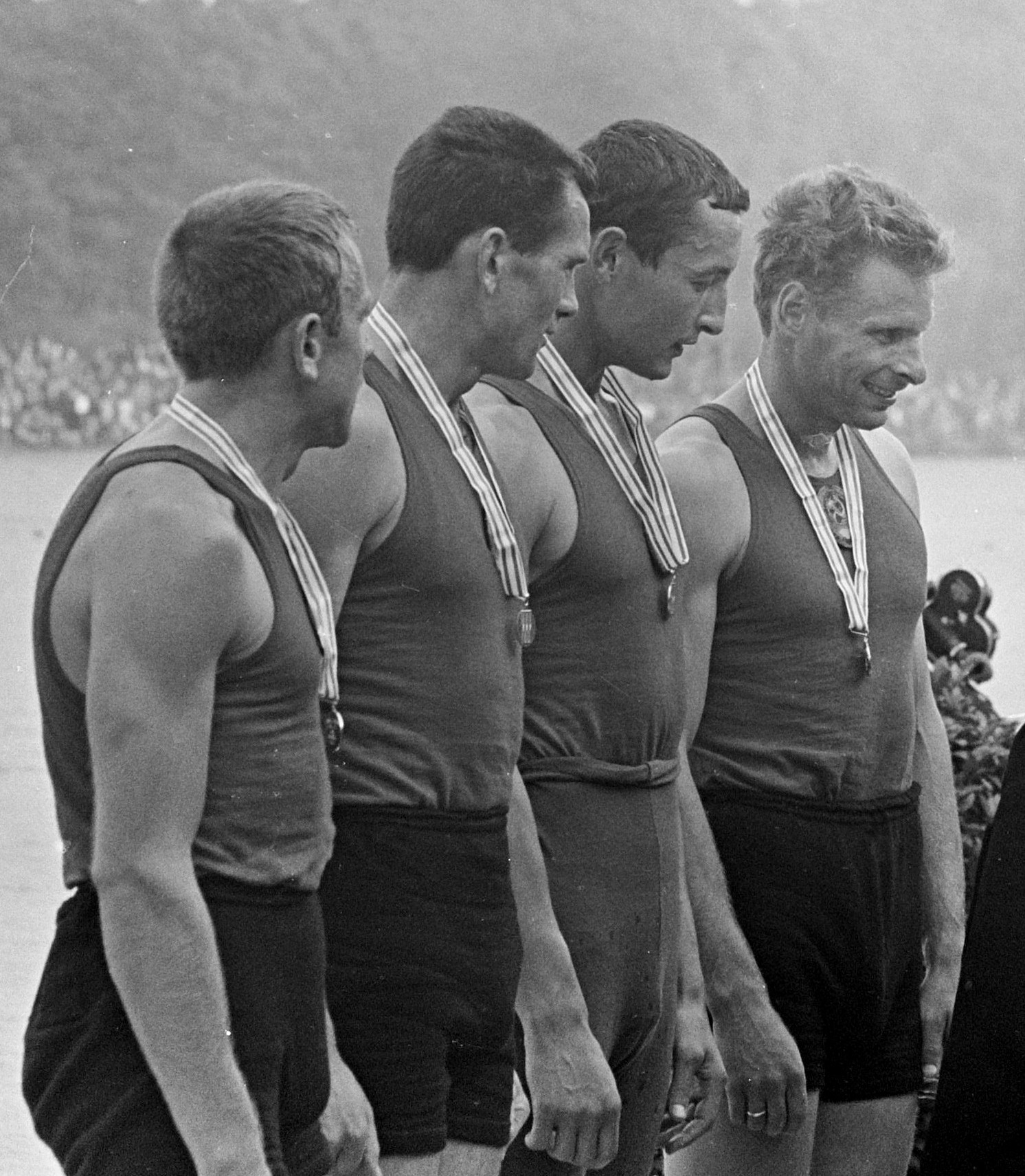
Antanas Bagdonavičius
(1965, 2. von links)

- 06. März: Hilmar Hoffer, deutscher Fußballspieler (* 1937)
- 06. März: Jörg Schauhoff, deutscher Eishockeyspieler (* 1943)
- 06. März: Konrad Velensek, deutscher Boxer (* 1942)
- 09. März: Antanas Bagdonavičius, sowjetischer Ruderer (* 1938)
- 09. März: Gerhard Dietrich, deutscher Geräteturner (* 1942)
- 09. März: Nikolai Alexandrowitsch Durakow, russischer Bandyspieler (* 1934)
- 09. März: Jimmy Husband, englischer Fußballspieler (* 1947)
- 09. März: Besar Nimani, deutsch-kosovarischer Boxer (* 1985)
- 09. März: Georgi Popow, bulgarischer Fußballspieler (* 1944)
- 11. März: George Devone, US-amerikanischer Basketballspieler (* 1959)
- 11. März: Emilio Correa Vaillant, kubanischer Boxer (* 1953)
- 12. März: Rolf Blättler, Schweizer Fußballspieler (* 1942)
- 12. März: Sean Tallaire, deutsch-kanadischer Eishockeyspieler (* 1973)
- 13. März: Stefan Abadschiew, bulgarischer Fußballspieler (* 1934)
- 13. März: Matthias Schießleder, deutscher Judoka (* 1936)
- 14. März: Léon Semmeling, belgischer Fußballspieler (* 1940)

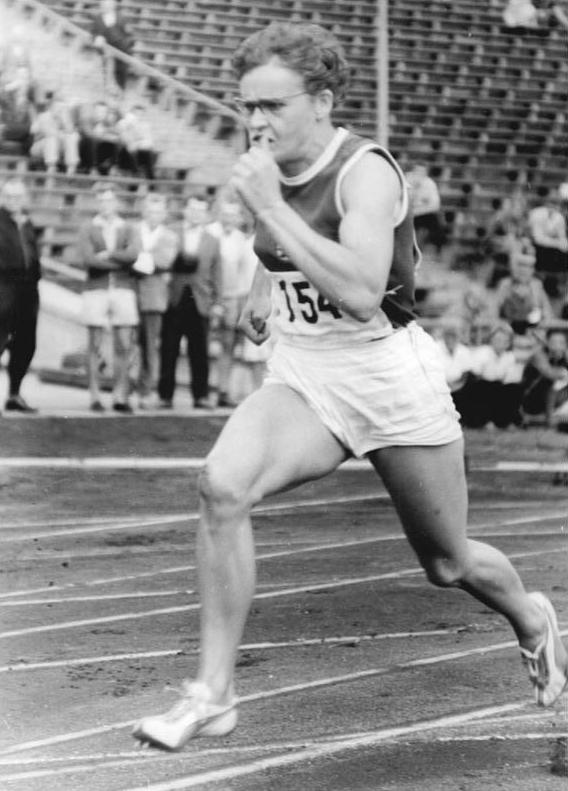
Gisela Birkemeyer (1960)

- 18. März: Peter Bolliger, Schweizer Ruderer (* 1937)
- 18. März: Kanstanzin Kalzou, belarussischer Eishockeyspieler (* 1981)
- 18. März: Peter Kunter, deutscher Fußballspieler und -funktionär (* 1941)
- 18. März: Kenjirō Shinozuka, japanischer Rallyefahrer (* 1948)
- 18. März: Chris Simon, kanadischer Eishockeyspieler (* 1972)
- 19. März: Joachim Franke, deutscher Eishockeyspieler, -trainer und Eisschnelllauftrainer (* 1940)
- 19. März: Ersen Martin, deutsch-türkischer Fußballspieler (* 1979)
- 20. März: Dumitru Macri, rumänischer Fußballspieler (* 1931)
- 21. März: Orlando Aravena, chilenischer Fußballspieler (* 1942)
- 22. März: Sarah Hornecker, deutsche Schachkomponistin und Publizistin  (* 1986)
- 24. März: Violeta Quesada, kubanische Leichtathletin (* 1947)
- 24. März: Gordon Singleton, kanadischer Radsportler (* 1956)
- 26. März: Gisela Birkemeyer, deutsche Leichtathletin (* 1931)
- 27. März: John Hargreaves, englischer Snookerspieler (* 1945)
- 28. März: Igor Rausis, tschechischer Schachspieler (* 1961)
- 31. März: Rob Kaman, niederländischer Kickboxer (* 1960)
- 31. März: Pavel Svojanovský, tschechoslowakischer Ruderer (* 1943)
- 000 März: Alesia Graf, deutsche Boxerin (* 1980)

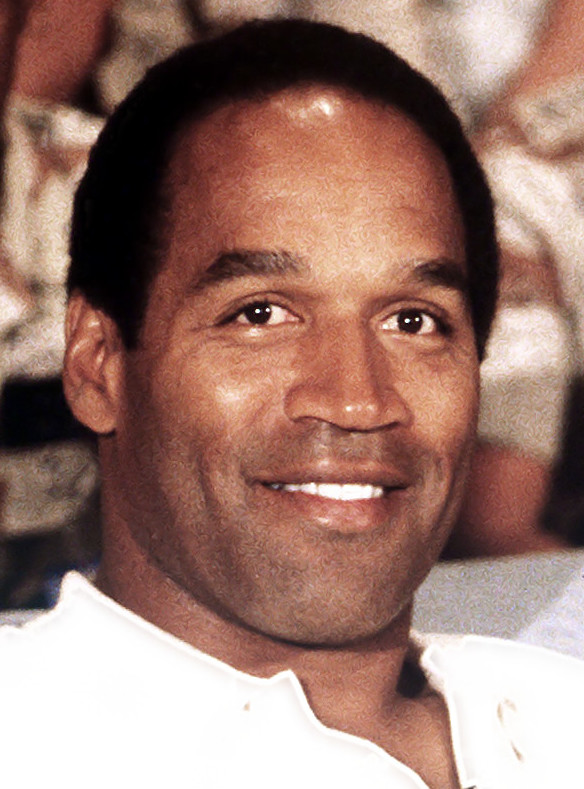
O. J. Simpson (1990)

### April

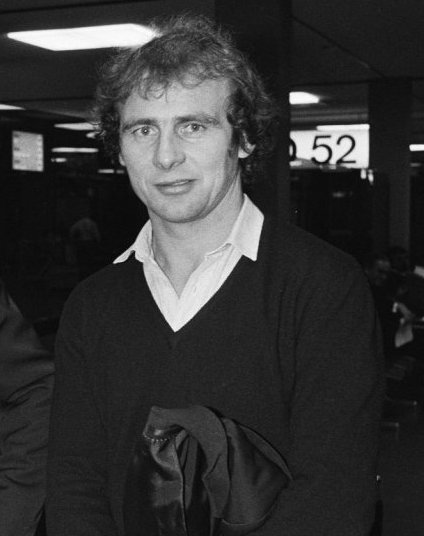
Bernd Hölzenbein (1979)

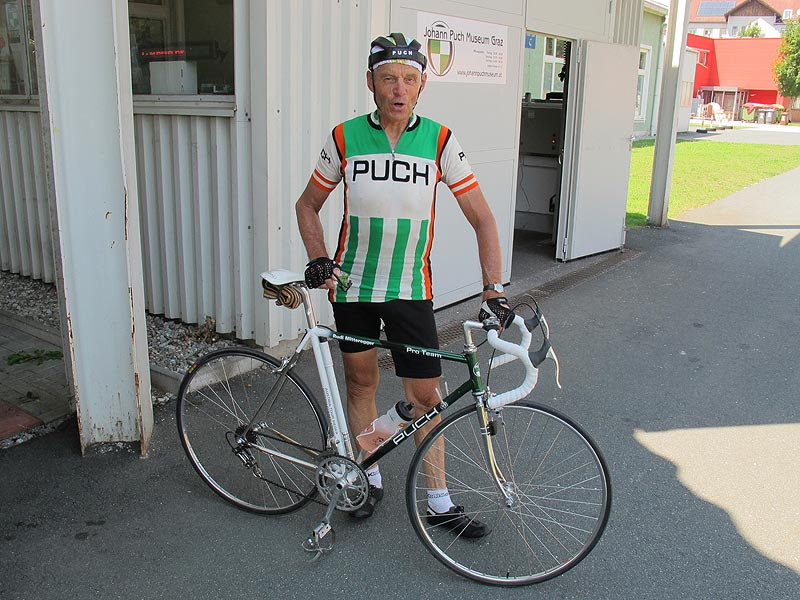
Rudolf Mitteregger (2014)

- 02. April: Göran Hagberg, schwedischer Fußballspieler und -trainer (* 1947)
- 06. April: Francisco Pérez, uruguayischer Radrennfahrer (* 1934)
- 06. April: Gerhard Welz, deutscher Fußballspieler (* 1945)
- 07. April: Pat Hennen, US-amerikanischer Motorradrennfahrer (* 1953)
- 07. April: Joe Kinnear, irischer Fußballspieler und -trainer (* 1946)
- 08. April: Herbert Hönnige, deutscher Handballspieler (* 1941/42)
- 10. April: O. J. Simpson, US-amerikanischer American-Football-Spieler (* 1947)
- 11. April: Fritz Peterson, US-amerikanischer Baseballspieler (* 1942)
- 12. April: Olga Connolly, tschechoslowakische bzw. US-amerikanische Leichtathletin (* 1932)
- 13. April: Joanna Dworakowska, polnische Schachspielerin (* 1978)
- 14. April: Wolfgang Körner, deutscher Fußballspieler (* 1953)
- 14. April: Luciano Sušanj, jugoslawischer Leichtathlet und Sportfunktionär (* 1948)
- 15. April: Whitey Herzog, US-amerikanischer Baseballspieler und -manager (* 1931)
- 15. April: Bernd Hölzenbein, deutscher Fußballspieler und -funktionär (* 1946)
- 15. April: Derek Underwood, englischer Cricketspieler (* 1945)
- 17. April: Gerd Roggensack, deutscher Fußballspieler und -trainer (* 1941)
- 17. April: Raman Subba Row, englischer Cricketspieler und -administrator (* 1932)
- 19. April: Siegfried Kirschen, deutscher Fußballschiedsrichter und -funktionär (* 1943)
- 19. April: Marcos Rivas, mexikanischer Fußballspieler (* 1947)
- 20. April: Roman Gabriel, US-amerikanischer American-Football-Spieler (* 1940)
- 20. April: Adrian Lehmann, Schweizer Marathonläufer (* 1989)
- 22. April: Brian Tobin, australischer Tennisspieler und -funktionär (* 1930)
- 23. April: Yukio Kasaya, japanischer Skispringer (* 1943)
- 23. April: Francisco Rodríguez, venezolanischer Boxer (* 1945)
- 24. April: Rudolf Mitteregger, österreichischer Radrennfahrer (* 1944)
- 24. April: Wolfgang Schüler, deutscher Fußballspieler (* 1958)
- 27. April: Charly Burger, Schweizer Feldhandballspieler (* 1933)
- 27. April: Charly Kahr, österreichischer Skirennläufer und Skitrainer (* 1932)
- 28. April: Heinz Binder, österreichischer Fußballspieler (* 1943)
- 28. April: Otto Höhne, deutscher Sportfunktionär (* 1926)
- 28. April: Georgi Mondsolewski, sowjetisch-belarussischer Volleyballspieler (* 1934)
- 29. April: Mychajlo Fomenko, sowjetisch-ukrainischer Fußballspieler und -trainer (* 1948)
- 29. April: Dingaan Thobela, südafrikanischer Boxer (* 1966)
- 000 April: Akebono Tarō, US-amerikanisch-japanischer Sumōringer (* 1969)

### Mai

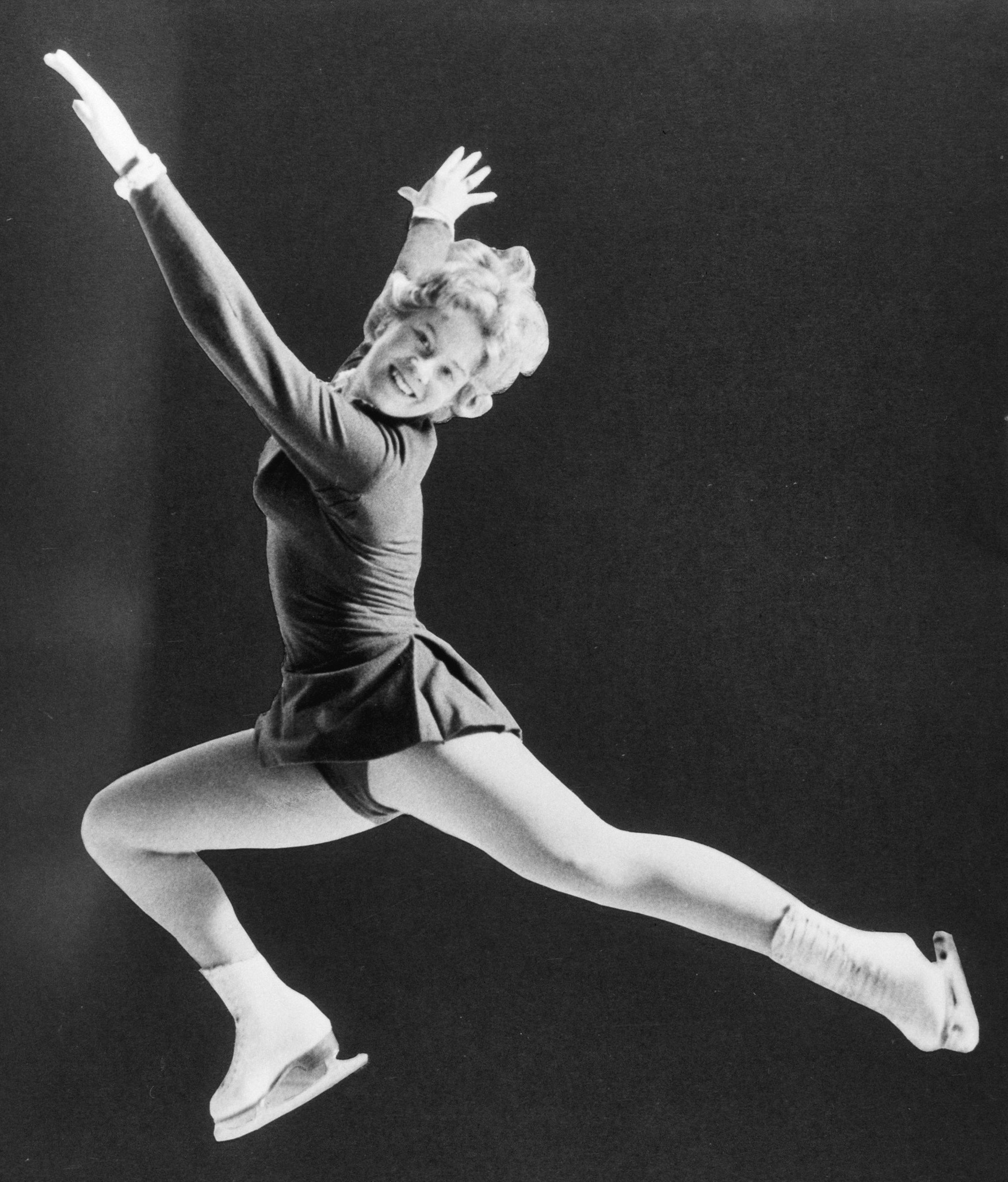
Sjoukje Dijkstra (1965)

- 02. Mai: Sjoukje Dijkstra, niederländische Eiskunstläuferin (* 1942)
- 03. Mai: Helmut Howiller, deutscher Judoka (* 1943)
- 03. Mai: Denis Trento, italienischer Skibergsteiger (* 1982)
- 03. Mai: László Hammerl, ungarischer Sportschütze (* 1942)
- 05. Mai: César Luis Menotti, argentinischer Fußballspieler und -trainer (* 1938)
- 05. Mai: Oleksandr Pjeljeschenko, ukrainischer Gewichtheber (* 1994)
- 06. Mai: Judy Devlin, britisch-US-amerikanische Badmintonspielerin (* 1935)
- 08. Mai: Jimmy Johnson, US-amerikanischer American-Football-Spieler (* 1938)
- 10. Mai: Patrick Nilan, australischer Hockeyspieler (* 1941)
- 11. Mai: Ron Ellis, kanadischer Eishockeyspieler (* 1945)
- 14. Mai: Mark Wells, US-amerikanischer Eishockeyspieler (* 1957)
- 18. Mai: Helmut Laszig, deutscher Fußballspieler (* 1938)
- 18. Mai: Tony O’Reilly, irischer Rugby-Union-Spieler (* 1936)
- 19. Mai: Jim Otto, US-amerikanischer American-Football-Spieler (* 1938)
- 20. Mai: John Klinger, deutscher Wrestler (* 1984)
- 20. Mai: Karl-Heinz Schnellinger, deutscher Fußballspieler (* 1939) Karl-Heinz Schnellinger (1968)

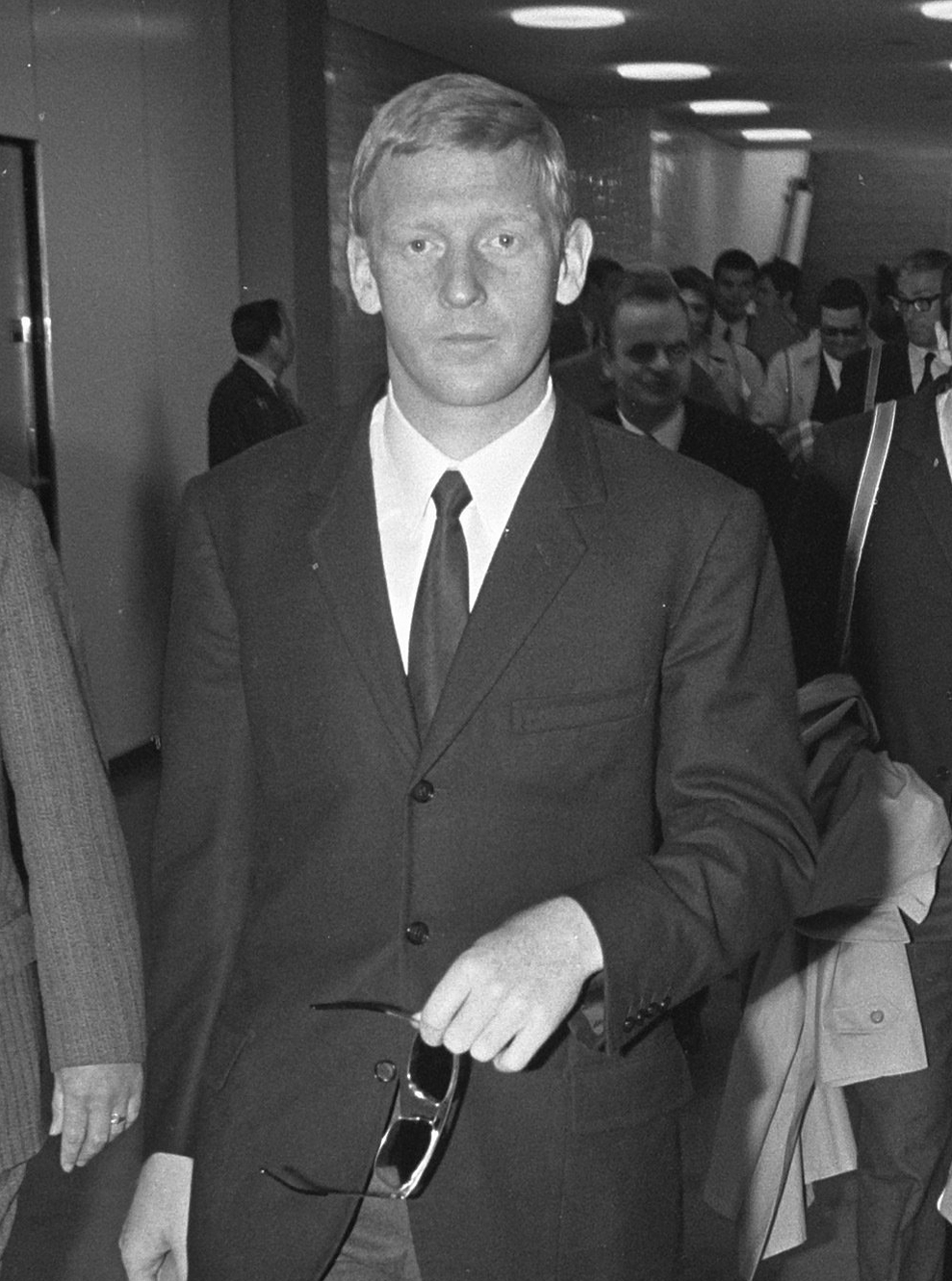
Karl-Heinz Schnellinger (1968)

- 22. Mai: David Wilkie, schottischer Schwimmer (* 1954)
- 25. Mai: Christian Rudzki, argentinischer Fußballspieler (* 1946)
- 27. Mai: Ștefan Birtalan, rumänischer Handballspieler und -trainer (* 1948)
- 27. Mai: Bill Walton, US-amerikanischer Basketballspieler (* 1952)
- 28. Mai: Butch Johnson, US-amerikanischer Bogenschütze (* 1955)
- 29. Mai: Arjen Teeuwissen, niederländischer Dressurreiter (* 1971)
- 29. Mai: Manfred Wolke, deutscher Boxer (* 1943)
- 30. Mai: Rolf Gronau, deutscher Fußballspieler (* 1934)
- 31. Mai: João Justino Amaral dos Santos, brasilianischer Fußballspieler (* 1954)

### Juni
- 02. Juni: Larry Allen, US-amerikanischer American-Football-Spieler (* 1971)
- 06. Juni: Vidutis Pranciškus Kamaitis, litauischer Sporttänzer und -trainer sowie Schiedsrichter im Tanzsport (* 1938)
- 09. Juni: Beata Maksymow, polnische Judoka (* 1967)
- 09. Juni: Klaus Zähringer, deutscher Sportschütze (* 1939)
- 11. Juni: Bernd Schmidt, deutscher Fußballspieler (* 1943)
- 18. Juni: Willie Mays, US-amerikanischer Baseballspieler (* 1931)
- 20. Juni: Gerhard Aigner, deutscher Fußballfunktionär (* 1943)
- 20. Juni: Georg Pazderka, österreichischer Tennisspieler (* 1942)
- 21. Juni: Gerhard Hund, deutscher Schachspieler, ‑funktionär und -journalist (* 1932)
- 24. Juni: Humberto Horacio Ballesteros, argentinisch-peruanischer Fußballtorhüter (* 1944)
- 26. Juni: Sergei Beresin, russischer Eishockeyspieler (* 1971)
- 27. Juni: Fernando Bolea, spanischer Handballspieler und -trainer (* 1965)
- 29. Juni: Claus Stauder, deutscher Sportfunktionär, Präsident des Deutschen Tennis Bundes (* 1938)

### Juli
- 01. Juli: Gilbert Desmet, belgischer Radrennfahrer (* 1931)
- 11. Juli: Willi Koslowski, deutscher Fußballspieler (* 1937)
- 11. Juli: Tomas Seyler, deutscher Dartspieler (* 1974)
- 13. Juli: Dieter Wendland, deutscher Fußballspieler und -trainer, (* 1950)
- 14. Juli: Jacoby Jones, US-amerikanischer American-Football-Spieler (* 1984)
- 19. Juli: Ray Reardon, walisischer Snookerspieler (* 1932)
- 29. Juli: Józef Szmidt, polnischer Leichtathlet (* 1935)

### August
- 01. August: Peter Kraus, deutscher Hockeyspieler (* 1941)
- 05. August: Wjatscheslaw Iwanow, sowjetischer Ruderer (* 1938)
- 10. August: Galina Sybina, sowjetische Leichtathletin (* 1931)
- 12. August: Willi Lemke, deutscher Sportfunktionär (* 1946)
- 18. August: Ronald Borchers, deutscher Fußballspieler und -trainer (* 1957)
- 19. August: Werner Torner, deutscher Fußballspieler (* 1936)
- 21. August: Hans Weiner, deutscher Fußballspieler (* 1950)
- 23. August: Trude Dybendahl, norwegische Skilangläuferin (* 1966)
- 24. August: Christoph Daum, deutscher Fußballtrainer (* 1953)
- 24. August: George Rhoden, jamaikanischer Leichtathlet (* 1926)
- 26. August: Sven-Göran Eriksson, schwedischer Fußballspieler und -trainer (* 1948)
- 29. August: Kurt Bendlin, deutscher Zehnkämpfer (* 1943)
- 29. August: Johnny Gaudreau, US-amerikanischer Eishockeyspieler (* 1993)

### September
- 03. September: Jürgen Niggemann, deutscher Fußballspieler (* 1962)
- 05. September: Rebecca Cheptegei, ugandische Leichtathletin (* 1991)
- 06. September: Paul Goldsmith, US-amerikanischer Motorrad- und Automobilrennfahrer (* 1925)
- 06. September: Horst Weigang, deutscher Fußballtorwart (* 1940)
- 11. September: Joe Schmidt, US-amerikanischer American-Football-Spieler (* 1932)
- 16. September: Robert Dill-Bundi, Schweizer Radsportler (* 1958)
- 18. September: Salvatore Schillaci, italienischer Fußballspieler (* 1964)
- 18. September: Klaus Schwarze, deutscher Sportjournalist (* 1940)
- 18. September: Rolf Wolfshohl, deutscher Radrennfahrer (* 1938)
- 27. September: Clive Everton, walisischer Snookerkommentator, ‑spieler, Journalist und Autor (* 1937)
- 27. September: Muriel Furrer, Schweizer Radrennfahrerin (* 2006)
- 30. September: Dikembe Mutombo, kongolesisch-US-amerikanischer Basketballspieler (* 1966)
- 30. September: Pete Rose, US-amerikanischer Baseballspieler und -manager (* 1941)

### Oktober
- 01. Oktober: Walter Baumgartner, Schweizer Radrennfahrer (* 1953)
- 01. Oktober: Zenón Franco Ocampos, uruguayisch-spanischer Schachspieler (* 1956)
- 01. Oktober: Rastislav Trtík, tschechischer Handballtrainer (* 1961)
- 02. Oktober: Guido Carlesi, italienischer Radrennfahrer (* 1936)
- 02. Oktober: Jason Cirone, kanadisch-italienischer Eishockeyspieler und -trainer sowie Inlinehockeyspieler (* 1971)
- 02. Oktober: Rüdiger Henning, deutscher Ruderer (* 1943)
- 02. Oktober: Carlos Trasante, uruguayischer Fußballspieler (* 1953)
- 04. Oktober: Willi Giesemann, deutscher Fußballspieler (* 1937)
- 04. Oktober: Samson Kandie, kenianischer Leichtathlet (* 1971)
- 04. Oktober: Anatolij Konkow, sowjetisch-ukrainischer Fußballspieler und -trainer (* 1949)
- 04. Oktober: Marlon Pérez, kolumbianischer Radrennfahrer (* 1976)
- 04. Oktober: Lea Pericoli, italienische Tennisspielerin (* 1935)
- 04. Oktober: Billy Shaw, US-amerikanischer American-Football-Spieler (* 1938)
- 05. Oktober: Wolfgang Bordel, deutscher Fußballspieler (* 1939)
- 06. Oktober: Kipyegon Bett, kenianischer Leichtathlet (* 1998)
- 06. Oktober: Laine Erik, sowjetische Leichtathletin (* 1942)
- 06. Oktober: Johan Neeskens, niederländischer Fußballspieler und -trainer (* 1951)
- 06. Oktober: Géjza Valent, tschechoslowakischer Leichtathlet (* 1953)
- 07. Oktober: Robbie Fitzgibbon, irisch-britischer Leichtathlet (* 1996)
- 08. Oktober: Don Marshall, kanadischer Eishockeyspieler (* 1932)
- 09. Oktober: George Baldock, griechischer Fußballspieler (* 1993)
- 09. Oktober: Dieter Burdenski, deutscher Fußballtorwart (* 1950)
- 09. Oktober: Hadriaan van Nes, niederländischer Ruderer (* 1942)
- 09. Oktober: Augie Pabst, US-amerikanischer Automobilrennfahrer (* 1933)
- 09. Oktober: Alexander Putschkow, sowjetischer Leichtathlet (* 1957)
- 09. Oktober: Hiroshi Shirai, japanischer Karatesportler (* 1937)
- 10. Oktober: Peter Cormack, schottischer Fußballspieler (* 1946)
- 11. Oktober: Jiří Bartolšic, tschechischer Radrennfahrer (* 1953)
- 11. Oktober: Branko Rašović, jugoslawischer Fußballspieler (* 1942)
- 12. Oktober: Waldemar Pappusch, deutscher Handballspieler und -trainer (* 1936)
- 13. Oktober: Janne Puhakka, finnischer Eishockeyspieler (* 1995)
- 15. Oktober: Edit Wetzel, deutsche Tischtennisspielerin (* 1941)
- 15. Oktober: Peter Luther, deutscher Springreiter (* 1939)
- 16. Oktober: Patti McGee, US-amerikanische Skateboarderin (* 1945)
- 17. Oktober: Emile Daems, belgischer Radrennfahrer (* 1938)
- 17. Oktober: Brigitte Fink, italienische Rennrodlerin und Rennrodelfunktionärin (* 1940)
- 18. Oktober: Heinz Aldinger, deutscher Fußballschiedsrichter (* 1933)
- 19. Oktober: Moe Lemay, kanadischer Eishockeyspieler (* 1962)
- 19. Oktober: Werner Lüderitz, deutscher Tischtennisfunktionär (* 1929)
- 19. Oktober: Günter Rahm, deutscher Fußballspieler (* 1934)
- 20. Oktober: Pete Conacher, kanadischer Eishockeyspieler (* 1932)
- 22. Oktober: Bernd Bauchspieß, deutscher Fußballspieler (* 1939)
- 22. Oktober: Annelie Ehrhardt, deutsche Leichtathletin (* 1950)
- 22. Oktober: Fernando Valenzuela, mexikanischer Baseballspieler (* 1960)
- 23. Oktober: Geoff Capes, britischer Leichtathlet (* 1949)
- 23. Oktober: Haralds Vasiļjevs, lettischer Eishockeyspieler und -trainer (* 1952)
- 24. Oktober: Abdelaziz Barrada, französisch-marokkanischer Fußballspieler (* 1989)
- 24. Oktober: Michel Lafranceschina, französischer Fußballspieler und -trainer (* 1939)
- 24. Oktober: Dieter Timme, deutscher Fußballspieler (* 1956)
- 25. Oktober: Bill Hay, kanadischer Eishockeyspieler und -funktionär (* 1935)
- 25. Oktober: Walter Schmidt, deutscher Fußballspieler (* 1937)
- 26. Oktober: Henry Fields, US-amerikanischer Basketballspieler (* 1938)
- 28. Oktober: Matilde Lorenzi, italienische Skirennläuferin (* 2004)
- 29. Oktober: Karl-Josef Weißenfels, deutscher Para-Volleyballer (* 1952)
- 30. Oktober: Kim Collins, kanadischer Eishockeyspieler und -trainer (* 1962)
- 30. Oktober: Vedran Jerković, österreichischer Fußballspieler (* 1981)

### November
- 01. November: Morten Stig Christensen, dänischer Handballspieler und -funktionär (* 1958)
- 01. November: Luis Onmura, japanischer Judoka (* 1960)
- 02. November: Jana Eberle, deutsch-tschechoslowakische Tischtennisspielerin (* 1952)
- 02. November: Clement Quartey, ghanaischer Boxer (* 1938)
- 04. November: Herbert Dienelt, deutscher Fußballspieler (* 1938)
- 04. November: Wilhelm Friedrich Boyens, deutscher Fußballspieler (* 1942)
- 05. November: Marise Chamberlain, neuseeländische Leichtathletin (* 1935)
- 06. November: Maximilian Heidenreich, deutscher Fußballspieler (* 1967)
- 08. November: Rachid Mekhloufi, französisch-algerischer Fußballspieler und -trainer (* 1936)
- 09. November: Hassan Akesbi, marokkanischer Fußballspieler und -trainer (* 1934)
- 09. November: Bobby Allison, US-amerikanischer Rennfahrer (* 1937)
- 09. November: Viesturs Meijers, lettischer Schachspieler (* 1967)
- 10. November: Dallas Long, US-amerikanischer Kugelstoßer (* 1940)
- 10. November: Xu Chao, chinesischer Bahnradfahrer (* 1994)
- 11. November: Marco Angulo, ecuadorianischer Fußballspieler (* 2002)
- 11. November: Coşkun Taş, türkisch-deutscher Fußballspieler (* 1934)
- 12. November: Michael Hübner, deutscher Radrennfahrer (* 1959)
- 12. November: Kitanofuji Katsuaki, japanischer Sumōringer (* 1942)
- 15. November: Frank Schäffer, deutscher Fußballspieler (* 1952)
- 15. November: Sönke Sönksen, deutscher Springreiter und Reitsporttrainer (* 1938)
- 16. November: Hamid Merakchi, algerischer Fußballspieler (* 1976)
- 17. November: Bernard Chiarelli, französischer Fußballspieler und -trainer (* 1934)
- 17. November: Joachim Griese, deutscher Segler (* 1952)
- 17. November: Orestes Rodríguez Vargas, peruanisch-spanischer Schachspieler (* 1943)
- 17. November: Hugo Villaverde, argentinischer Fußballspieler und -trainer (* 1954)
- 18. November: Jan Keizer, niederländischer Fußballschiedsrichter (* 1940)
- 18. November: Amar Kudin, kroatisch-italienischer Rugbyspieler (* 1992)
- 18. November: Bob Love, US-amerikanischer Basketballspieler (* 1942)
- 18. November: Mark Wildman, englischer English-Billiards- und Snookerspieler (* 1936)
- 21. November: Gianfranco Dalla Barba, italienischer Säbelfechter (* 1967)
- 21. November: Andrea Kékesy, ungarische Eiskunstläuferin (* 1926)
- 22. November: Wolfgang Behla, deutscher Fußballspieler und -trainer (* 1938)
- 22. November: Susan Pitt, US-amerikanische Schwimmerin (* 1948)
- 23. November: Jean Jourden, französischer Radrennfahrer (* 1942)
- 24. November: Jos Lammertink, niederländischer Radrennfahrer (* 1958)
- 25. November: Harry Nippert, deutscher Fußballspieler und -trainer (* 1933)
- 26. November: Jan Furtok, polnischer Fußballspieler und -trainer (* 1962)
- 26. November: Pedro Reyes, kubanischer Boxer (* 1959)
- 27. November: Maria Alexandru, rumänische Tischtennisspielerin (* 1939)
- 27. November: Bengt-Arne Strömberg, schwedischer Fußballtrainer (* 1954)
- 28. November: Günter Hoffmann, deutscher Fußballspieler (* 1934)
- 28. November: Raymond Maffiolo, Schweizer Fußballspieler (* 1938)
- 29. November: Josef Jelínek, tschechoslowakischer Fußballspieler (* 1941)
- 29. November: Friedhelm Runge, deutscher Fußballfunktionär (* 1939)
- 29. November: Peter Westbrook, US-amerikanischer Fechter (* 1952)
- 30. November: Lou Carnesecca, US-amerikanischer Basketballtrainer (* 1925)
- 30. November: Ladislav Rygl, tschechischer Nordischer Kombinierer (* 1947)

### Dezember
- 01. Dezember: Crescenzo D’Amore, italienischer Radrennfahrer (* 1979)
- 01. Dezember: Terry Griffiths, walisischer Snookerspieler (* 1947)
- 01. Dezember: Ian Redpath, australischer Cricketspieler (* 1941)
- 01. Dezember: Ilke Wyludda, deutsche Diskuswerferin und Olympiasiegerin (* 1969)
- 02. Dezember: Lucjan Brychczy, polnischer Fußballspieler und -trainer (* 1934)
- 02. Dezember: Helmut Duckadam, rumänischer Fußballtorhüter und -funktionär (* 1959)
- 02. Dezember: Neale Fraser, australischer Tennisspieler (* 1933)
- 02. Dezember: Harald Hudak, deutscher Leichtathlet (* 1957)
- 02. Dezember: Israel Vázquez, mexikanischer Boxer (* 1977)
- 03. Dezember: Ecaterina Oancia, rumänische Ruderin (* 1954)
- 03. Dezember: Tan Howe Liang, Gewichtheber aus Singapur (* 1933)
- 04. Dezember: Péter Rózsás, ungarischer Tischtennisspieler (* 1943)
- 06. Dezember: Witalij Dyrdyra, ukrainischer Segler (* 1938)
- 07. Dezember: Jewgeni Aleinikow, russischer Sportschütze (* 1967)
- 07. Dezember: Jossyp Witebskyj, sowjetischer Degenfechter und- trainer (* 1938)
- 08. Dezember: Nikolaos Sarganis, griechischer Fußballspieler (* 1954)
- 11. Dezember: Sandrino Castec, chilenischer Fußballspieler (* 1960)
- 12. Dezember: Dan Grecu, rumänischer Kunstturner (* 1950)
- 12. Dezember: Amaury Pasos, brasilianischer Basketballspieler (* 1935)
- 12. Dezember: Jim Tunney, US-amerikanischer American-Football-Schiedsrichter (* 1929)
- 12. Dezember: Wolfgang Steiert, deutscher Skispringer und Skisprungtrainer (* 1963)
- 14. Dezember: Silvino Francisco, südafrikanischer Snooker- und English-Billiards-Spieler (* 1946)
- 14. Dezember: Klaus Wöller, deutscher Handballspieler (* 1956)
- 16. Dezember: Dick Van Arsdale, US-amerikanischer Basketballspieler und -funktionär (* 1943)
- 17. Dezember: Aigars Fadejevs, lettischer Geher (* 1975)
- 17. Dezember: Felix Scheder-Bieschin, deutscher Regattasegler (* 1929)
- 17. Dezember: Rik Van Looy, belgischer Radrennfahrer (* 1933)
- 18. Dezember: Didi Constantini, österreichischer Fußballspieler und -trainer (* 1955)
- 18. Dezember: Serhij Olisarenko, sowjetischer Hindernis- und Langstreckenläufer (* 1954)
- 18. Dezember: Klaus Wolfermann, deutscher Leichtathlet und Olympiasieger (* 1946)
- 19. Dezember: Hugo Dávila, mexikanischer Fußballspieler (* 1948)
- 19. Dezember: Josef Schnusenberg, deutscher Fußballfunktionär (* 1941)
- 20. Dezember: George Eastham, englischer Fußballspieler und -trainer (* 1936)
- 20. Dezember: Rickey Henderson, US-amerikanischer Baseballspieler (* 1958)
- 20. Dezember: Thierry Jacob, französischer Boxer (* 1965)
- 21. Dezember: Martin Detschew, bulgarischer Fußballspieler (* 1990)
- 22. Dezember: Dieter Lindner, deutscher Fußballspieler und -funktionär (* 1939)
- 23. Dezember: Sophie Hediger, Schweizer Snowboarderin (* 1998)
- 24. Dezember: Nils Aaness, norwegischer Eisschnellläufer (* 1936)
- 24. Dezember: Dieter Basche, deutscher Automobilrennfahrer (* 1936)
- 24. Dezember: Pascal Hervé, französischer Radrennfahrer (* 1964)
- 24. Dezember: Juozas Vytautas Juocevičius, sowjetischer Boxer (* 1947)
- 24. Dezember: Bernd Mühleisen, deutscher Handballspieler (* 1938)
- 25. Dezember: Eric Hänni, Schweizer Judoka (* 1938)
- 25. Dezember: Carlos Pedroso, kubanischer Degenfechter (* 1967)
- 28. Dezember: Émile Lejeune, belgischer Fußballspieler (* 1938)
- 28. Dezember: Wandeh Njie, gambischer Fußballspieler (* unbekannt)
- 29. Dezember: Alexei Iwanowitsch Bugajew, russischer Fußballspieler (* 1981)
- 30. Dezember: Wolfgang de Beer, deutscher Fußballtorhüter und -trainer (* 1964)
- 30. Dezember: Gennadi Iwanowitsch Kowaljow, sowjetischer bzw. russischer Biathlet (* 1945)
- 30. Dezember: Émile Idée, französischer Radrennfahrer (* 1920)
- 30. Dezember: Hugo Sotil, peruanischer Fußballspieler (* 1949)